# 锡兰钩口线虫
锡兰钩口线虫（学名：Ancylostoma ceylanicum）是一种寄生性线虫，属于钩口线虫属。它是人类和其他哺乳动物如狗、猫和叙利亚仓鼠的钩虫。它是唯一能够在人类中产生有症状感染的人畜共患钩虫物种，大多数病例发生在东南亚。

## 发现及历史
自从阿瑟·洛斯于1911年描述锡兰钩口线虫和Gomes de Faria于 1910年描述巴西钩口线虫以来，这两个物种被认为是同物异名，因为它们在几乎所有方面都有明显的相似之处。在1913年，对印度受感染的人类、狗、猫和狮子的标本进行比较，得出的结论是它们绝对相同。1915 年，Gomes de Faria描述了解剖结构，并得出结论认为两者是不同的物种。直到1921年，锡兰钩口线虫才被接受为有效物种。然而，在1922年，戈登对在巴西、南非和印度收集的标本进行了详尽的比较，他未能发现任何区别。其他寄生虫学家也相信这两个名字是异名。 1951 年，Biocca对伦敦卫生与热带医学院、利物浦热带医学院和个人收藏中的不同钩虫进行了详尽的研究。他最终确定了两者之间的定义性特征，将它们分类为不同的物种，最终获得了普遍接受。

## 结构
锡兰钩口线虫的成虫呈白色，长约6-10毫米。它们通常比巴西钩口线虫更粗壮。它的前端向后弯曲，这使身体具有特征性的“钩状”或J形外观，因此俗称钩虫。雌性有一个逐渐变窄的后端，而雄性由于交配囊而具有羽毛状的后端。钩虫种类不容易从外观上区分出来。关键的诊断特征是它们嘴巴的外观。与其他钩虫不同，锡兰钩口线虫有一个带有切割板的嘴，带有一个尖锐的背端，看起来像一颗牙齿和一个不太明显的锋利腹端。

## 生命周期
带有感染性的幼虫在被宿主吞食或钻入宿主皮肤后迅速蜕皮以脱落鞘。如果摄入，它们会通过胃进入肠道并附着在粘膜上。如果它们穿过皮肤，它们会侵入皮下血管，被带到肺部，然后通过气管、食道和胃进入肠道。在任何一种情况下，幼虫都会发育到肠壁的最后第三阶段。第4期幼虫在口腔感染后47小时出现。第5期幼虫在感染后6天出现。他们在感染后2周及之后达到性成熟。
与美洲板口线虫和十二指肠钩口线虫等其他钩虫不同，锡兰钩口线虫不仅可以在人类宿主中感染并在其他哺乳动物宿主（如狗、猫或金仓鼠）中繁殖。因为它可能主要感染非人类哺乳动物，并且仅在其哺乳动物宿主与人密切接触时才机会性地感染人类，因此将锡兰钩口线虫称为人畜共患钩虫。同样的特性使锡兰钩口线虫成为一种独特有用的钩虫，因为它可以在实验室中研究，同时感染叙利亚仓鼠，不像大多数或所有美洲板口线虫或十二指肠钩口线虫菌株，因此也可以用作测试生物体旨在预防人类感染的可能药物或疫苗。

## 致病性
锡兰钩口线虫附着在宿主小肠的毛细血管床上，在那里它以血液为食并导致宿主贫血。仓鼠的贫血在感染的第13天到第60天之间最为严重，并且伴随着体重的显着下降。仓鼠的实验性感染显示抗体增加，外周细胞免疫抑制，其特征是白血球的总数减少、嗜中性白血球低下症和淋巴细胞减少症。最严重的影响表现在于出现慢性肠道出血的儿童和育龄妇女，这可能导致缺铁、贫血和低白蛋白血症。长期影响包括儿童身体、智力和认知发育受损，孕妇及其婴儿死亡率增加以及身体能力下降。

## 流行病学
锡兰钩口线虫感染发现于柬埔寨、马来西亚、所罗门群岛、澳大利亚、泰国、印度、斯里兰卡、南非、马达加斯加、印度尼西亚、斐济和台湾。

## 诊断与治疗
感染可从宿主的粪便样本中检测到。可以对鸡蛋进行显微镜分析。然而，由于它们的物理相似性，不同钩虫之间没有明确的区别，并且物种经常被误认为是彼此。卡托技术和分子技术如聚合酶链式反应（PCR）等可用于区分钩虫种类，但并不总是有效。核糖体RNA基因的测序通常可靠但耗时。发现与高分辨率熔解曲线（HRM）相结合的PCR在区分锡兰钩口线虫和其他钩虫方面非常敏感。
伊维菌素即使在每公斤100微克的低剂量下也非常有效，而吡喃多胺在每公斤 25-50 毫克时也有效。苯并咪唑如甲苯咪唑、帕苯达唑和噻苯达唑也非常有效。

## 基因组
已对锡兰钩口线虫基因组的组装草图进行了测序和分析。 它包含313Mb，估计占全基因组的95%，整个感染过程中的转录组数据显示30,738个预测的蛋白质编码基因的表达。这些包括编码三个在感染的连续阶段上调的基因家族的基因：激活相关的分泌蛋白相关（ASPR）、分泌的L4蛋白（SL4P）和分泌的进化枝V蛋白（SCVPs）。锡兰钩口线虫的基因还包括药物和疫苗的预测靶标。